# Rafael Perestrelo
Rafael Perestrelo est un explorateur et navigateur portugais du XVIe siècle.

## Biographie
Fils de João Lopes Perestrelo, un serviteur de Jean II, cousin de Filipa Moniz, femme de Christophe Colomb, il est le premier à débarquer sur les côtes Sud de la Chine (1516-1517).
Il s'illustre comme Capitaine dans la campagne d'Afonso de Albuquerque à Sumatra (1514) puis envoyé par celui-ci, navigue de Malacca à Canton (1516) dans le but de sécuriser les relations commerciales avec la Chine. Il est ensuite autorisé par la Chine à commercer à Canton.
En 1524, il sert de nouveau sous les ordres d'Albuquerque et bat Mahmud Shah à Bintan.